# Томкеев, Иван Петрович
Ива́н Петро́вич Томке́ев (2 [14] февраля 1859 — 6 марта 1916; Тифлис, Российская империя) — русский генерал-лейтенант, участник русско-турецкой войны (1877—1878) и Ахал-текинской экспедиции 1880—1881. Начальник Тифлисского пехотного юнкерского училища (14.03.1901—01.03.1905), директор Тифлисского кадетского корпуса (с 01.03.1905)

## Биография
Православного вероисповедания.
Окончил Полоцкую военную гимназию (1876) и 2-е военное Константиновское училище (1878), откуда был выпущен прапорщиком в 21-ю артиллерийскую бригаду.
Чины: подпоручик (1879), поручик (1880), штабс-капитан (1888), капитан (за отличие, 1889), подполковник (1894), полковник (за отличие, 1898), генерал-майор (за отличие, 1906), генерал-лейтенант (за отличие, 1913).
Участник русско-турецкой войны (1877—1878). Позже переведён в Кавказскую крепостную артиллерию. Участник Ахал-текинской экспедиции 1880-81. В 1889 году окончил Николаевскую академию Генштаба (по 1-му разряду). Состоял при Приамурском ВО. Отбывал лагерный сбор при Одесском ВО. Начальник строевого отделения штаба Очаковской крепости (26.11.1889—09.09.1891). Цензовое командование ротой отбывал в Белостокском 50-й пехотном полку (16.11.1890—30.10.1891). Помощник старшего адъютанта штаба Виленского ВО (09.09.1891—07.03.1894). Штаб-офицер для особых поручений при штабе 2-го армейского корпуса (07.03.1894—09.10.1896). Начальник штаба Карсской крепости (09.10.1896—04.12.1899). Цензовое командование батальоном отбывал в 155-м пехотном Кубинском полку (01.05.—01.09.1898). Начальник штаба 1-й Кавказской казачьей дивизии (04.12.1899—14.03.1901). Начальник Тифлисского пехотного юнкерского училища (14.03.1901—01.03.1905). С 1 марта 1905 года директор Тифлисского кадетского корпуса.
На 1 января 1916 оставался в должности. Умер в Тифлисе.

## Награды
Отечественные:
- орден Св. Анны 4-й ст. (1882);
- орден Св. Станислава 3-й ст. с мечами и бантом (1882);
- орден Св. Анны 3-й ст. (1893);
- орден Св. Станислава 2-й ст. (1903);
- орден Св. Владимира 4-й ст. с бантом (1904);
- орден Св. Владимира 3-й ст. (06.12.1910);
- орден Св. Станислава 1-й ст. (06.12.1914).

Иностранные:
- Румынский крест «За переход через Дунай»